# Cilunculus japonicus
Cilunculus japonicus is een zeespin uit de familie Ammotheidae. De soort behoort tot het geslacht Cilunculus. Cilunculus japonicus werd in 1990 voor het eerst wetenschappelijk beschreven door Turpaeva. 